# Поляруш Олег Миколайович
Олег Миколайович Поляруш (нар. 10 вересня 1977, Гайсин, Вінницька область, УРСР) — російський та український футболіст, півзахисник російського аматорського клубу ТПФ.

## Кар'єра гравця
У футбол розпочинав грати в 1995 році в ужгородській «Говерлі», трохи пізніше перейменованої в «Верховину». У березні 1997 року перейшов у дубль київського ЦСКА, а 13 вересня того ж року в складі головної армійської команди дебютував у вищій лізі. За сім років в київській команді зіграв у вищому дивізіоні 30 матчів і понад 150 у першій лізі за дубль.
У 2003 році футболіст на два роки покинув Україну. Грав у першому дивізіоні чемпіонату Росії в команді «Урал», а потім у вищій лізі Білорусі захищав кольори «Торпедо-СКА».
Повернувшись в Україну, грав у вінницькій «Ниві», а потім допомагав «Миколаєву» повернутися в першу лігу.
У 2007 році повернувся в Росію. Грав у зоні «Південь» другого дивізіону в командах «Таганрог» і «Батайськ-2007». У 2010 році виступав у вищій лізі Ростовської області в команді «Донгазвидобування-2». З 2011 року грає в команді ТПФ (Новоприморський).